# 倉橋一成
倉橋 一成（くらはし いっせい、1983年 - ）は、日本の経営コンサルタント、起業家、アーティスト。AI・データサイエンス領域での経営支援やプロダクト開発を行う一方、アーティストとして国内外で活動している。Appleを創業したスティーブ・ジョブスと同じ誕生日。

## 生い立ち
1983年、広島県広島市東区福田の山間部で生まれ、自然と調和した環境の中で幼少期を過ごす。1〜2歳の頃、親が「“あ”を持ってきて」と言うと迷わず「あ」と書かれた積み木を持ってくるなど、話し始める以前から文字や言葉を認識していた。幼少期にはピアノを学び音楽的素養を培うとともに、空手を通じて身体と精神を鍛錬した。母方の祖父が描く油絵に触れて育ち、絵画が生活の一部として身近な存在となった。家族が嗜んでいた麻雀を見て覚え、ファミリーコンピュータでもプレイを重ねたことが確率論的思考の基盤となった。父方の祖父がテレビゲームが好きで、影響を受ける。
1989年、小学校進学時に広島市南区向洋新町へ転居し、団地での生活を経験。住居の目の前には神社があり、日常的に自然や神秘的な空間に触れることで感受性をさらに深めた。小学生時代に100階建て複合型高層ビル建設・経営シミュレーションゲーム『The Tower』に熱中し、経営的金銭感覚と戦略性・創造性を育む。数字の1から無量大数までの桁を暗記して数的感覚を養い、日本の人口1億人がそれぞれ1万円分利用すると1兆円になるという発想を抱き、後の経営目標の原点となった。
1995年、広島市の進学校である広島私立修道学園に進学。自由な校風のもと好奇心を広げ、最初に所属した卓球部は1年で退部するも、その後天文部に所属し宇宙の神秘に惹かれる。また、音楽・漫画・ゲーム・アニメ・ミリタリーといった多様なカルチャーを吸収し、ジャンルの枠にとらわれない柔軟な感性を形成した。特に中学1年時に美術の授業で鑑賞した『AKIRA』に強い影響を受ける。中学2年時には、不動産業を営む親の影響で宅地建物取引士の学習を開始し、合格ラインに達するも受験日が学校行事と重なり受験は断念。毎日古本屋に通い、漫画1,000冊以上を所有し同級生にも提供していた。特に手塚治虫の『火の鳥』、荒木飛呂彦の『ジョジョの奇妙な冒険』、宮崎駿の『風の谷のナウシカ（漫画版』を愛読。高校時代にはNirvana、Red Hot Chili Peppers、Metallicaといった洋楽ロック・メタルに熱中し、体育祭で金髪に染めたことが後輩に影響を与え、現在では修道学園の体育祭における恒例行事となっている。在学中は学業に打ち込んでおらず、高校3年生の初めには学年順位が100番台であったが、担任から「このままでは東京大学には合格できない」と叱咤されたことをきっかけに受験勉強を開始。夏休み明けの全国模試では学内順位4位にまで上昇した。その後は再び勉学への興味を失い、ゲームや漫画に没頭。東京大学前期試験では不合格となるも、後期試験で合格した。
2001年、東京大学理科I類に進学するも、授業内容に物足りなさを感じ、退学や起業を考えるようになる。一時は大学に通わず、バンド活動や起業を模索しながら、哲学や宗教にも関心を広げて学びつつ、友人の影響で油絵も描いた。バンドやアルバイトを通じて多様な人間関係を築く中で、大学で学ぶことの重要性を実感し、自主留年のうえ復学。医学部の業界可能性とネームバリューに惹かれて進学し、統計学に出会う。麻雀やスロットに親しんでいたことから確率論に興味を持ち、大学院進学の動機となった。
2006年、東京大学医学部大学院在学中には帝京大学医学部で講師を務め、医師に対して統計のコンサルティングや、厚労省科研費研究のデータ分析協力も行なっていた。現場とのコミュニケーションとデータを扱う技術の両方が必要なデータサイエンスを扱える人材が少なく、現場の仮説をデータで証明できることが相談者から高く評価された。これらの経験を通じて、実践的なデータ支援とコンサルティングの基礎を身につけた。
2011年、博士課程修了後、東京大学医学部附属病院に勤務し、医療現場でのデータ活用やシステム開発に携わる。この経験を通じ、システム設計・開発の基礎を学び、その後のAI・データサイエンス領域での事業展開の礎となった。このような多様な経験と学びを糧に、後にアートの本場フランスで独自の表現を確立しつつ、AIベンチャーも立ち上げる。

## 経歴
東京大学医学部健康科学科博士課程修了。2011年、東京大学医学部附属病院医療情報部に助教として勤務（〜2012年）。同年、iAnalysis（アイアナリシス）合同会社を設立し、NTTドコモやリクルートなど大手企業に対しAI・データ活用のコンサルティングを提供。
2011年以降、データサイエンス黎明期から44社23業種にわたりAI・データ活用支援を行い、日経BPやソフトバンク、Schooなどで年間数十回のセミナーを行った。データサイエンティスト協会を発起人として立ち上げ、業界発展へ貢献。NTTドコモでは利用者LTV（顧客生涯価値）を算出するロジックを開発し、施策評価基準を構築した。技術評論社、マイナビ出版などで執筆協力を行い、『週刊BCN』やリクナビNEXTでインタビュー記事が掲載された。この頃、パティノー・フランソワとウェブサイトを通じて出会い、共に事業構築を行うようになる。
2018年より事業拡大の方向性を見直す中で、コンサルティング業務を大幅に減らし、新たな事業構築や経験を積むための模索を開始。海外進出を模索するためアメリカ・デラウェア州にミライゼ株式会社を設立。スマートフォン向けゲームアプリ『新世界を走って転生』をリリース、さらに旅行マッチングサービス「アミダツアー」を運営し、Webメディアで紹介。この新規事業へ挑戦している最中に、画家ミズ・テツオ氏から絵を学んでいた共同経営者から、学生時代に描いていた絵を評価されたことをきっかけに、油絵制作を本格的に開始。母方の祖父の逝去をきっかけに遺品整理を行った際、曽祖父が富山の仏師・北本吉蔵であり、四国八十八箇所霊場の第5番札所・地蔵寺の五百羅漢像を手がけていたこと、また、父方の祖父はマツダにおいてロータリーエンジンの開発に成功したエンジニアであり、父方の曽祖父は船大工として船や祭りの神輿を製作していたことを知る。同時期に、母方の祖母は豊臣家系の家臣で広島県呉市の船奉行であり、父方の倉橋家は、倉橋島に平家の一族が移り住んだことを源流とする家系であることが分かっり、自身のルーツを考えるようになる。
2019年以降、アート制作を行う傍ら、自身で兆円規模の企業を立ち上げ、経営することを目指し、大企業の経営を学ぶため経営チームに参画したいと周囲の人脈に申し出、紹介を通じて経営の実務に携わる機会を得た。2020年から株式会社クレディセゾンの経営チームに参画し、クレジットカードの不正検知の社内運用を見直すことで年間数十億円の成果を挙げ、2021年から2023年まで同社のCDO（Chief Data Officer）として、データ経営戦略の推進や「セゾンのダレトク」などの施策企画支援に携わった。2021年より高砂熱学工業株式会社の顧問を務め、経営層に対しAIおよびDX活用の戦略を提示。同時期にアート作品をウェブで公開し、アブダビやロンドンなど世界各地の展示会からオファーを受け、国際平和美術展 2020やMINERVA 2020へ出展。2021年には英国王立美術家教会名誉会員に招待。累計20回以上の展示や個展を行う。上場大手企業の受付や会議室などにも作品が展示されているほか、地方中核病院である福山こころの病院のロゴの模写作品も提供。フランス・パリの診療所やノルマンディー地方の教会や学校にも作品が飾られている。年に1回ペースでフランス各地にて個展を開催している。
2023年、KDDIやワイモバイル社の創業者である千本倖生の出資を得て、パティノーや共同経営者とAI-DataScience株式会社を設立。情報経営イノベーション専門職大学（iU）の客員教授になり、若年層に向けて「大学生のうちから経営や起業に挑戦することの重要性」を説いており、「ぜひ好きなことを見つけてベンチャーに挑戦してほしい」と発信している。

## 研究活動
博士課程では、多数のAIモデルを比較・取捨選択する手法として『多数候補からの統計モデル選択に伴う誤分類率の推定と検定』を発表し、保健学博士（Ph.D.）を取得。データ活用面でのエビデンス構築を支援し、国際論文40本以上に協力。総引用数は1,300回以上に及ぶ。国際研究論文はResearchGateにて公開されている。また、国内論文はJ-GLOBAL上で20本以上公開されている。

## アート活動
2018年より事業の方向性を見直し、コンサルティング業務を縮小。新規事業の模索中に共同経営者の勧めで油絵制作を開始し、海外展示を行う。上場企業や病院、フランスの教会・学校などに作品が収蔵されている。
2023年にはパリ郊外の街・サン＝ティレール＝レ＝アンドレシス教会にて個展を行い、現地メディアから取材を受け、ロワール地方新聞に掲載された。
- 2019年 ドバイ近郊・アブダビ展示会 "9th DISCOVER THE ONE JAPANESE ART 2019 in Abu Dhabi"[19]
- 2019年 パリ個展 "Exposition Personnelle 2019"[20]
- 2020年 ロンドン展示会 "MINERVA 2020 in LONDON"[13]
- 2020年 リトアニア展示会 "WORLD PEACE ART EXHIBITION 2020"[12]
- 2023年 パリ個展 "Luminous in Paris 2023"[21]
- 2024年 フランス南部・ニース個展 "地中海の光 Light of the Mediterranean"[22]
- 2024年 ロワール地方教会個展 "ロワールの静寂 The Silence of the Loire"[23]

## 特許
AI・データサイエンス領域での技術開発を行い、以下の特許などを取得している。 
- 特許第7439481号 「音声通話装置及び音声通話プログラム」[24]
- 特許第7431367号 「問診支援システム」[25]

## 著書
- 『図解&事例で学ぶビジネス統計の教科書』（翔泳社、2020年）[26]
- 『超・分析の教科書』（日経BP、2017年）[27]
- 『データサイエンティスト養成読本』（技術評論社、共著）[28]